# Reis Efendi

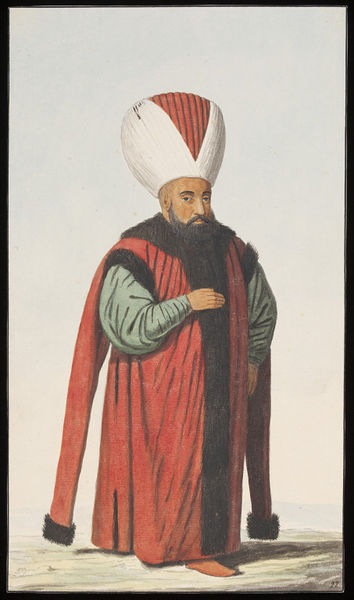
Reis Efendi - ill. 1809 di anonimo artista greco.

Il Reis Efendi, anche Reis ül-Küttab (lingua turca رئيس الكتاب - lett. "Capo degli scribi/burocrati"), era il gran cancelliere dell'Impero ottomano.

Istituito nel XVI secolo per volontà del sultano ottomano Solimano il Magnifico, nel 1836 il titolo di reis ül-küttab venne formalmente mutato in Hariciye Nazırı, lett. "Ministro degli esteri", a seguito della costituzione del Ministero degli esteri (Hariciye Nezâreti) durante le Tanzimat del sultano Mahmud II.

## Reis ül-küttabdivenuti Gran Visir
- Rami Mehmed Pascià
- Naili Abdullah Pascià
- Koca Ragıp Pasha
- Halil Hamid Pascià
- Mehmed Said Galib Pascià